# 노스웨스트 스쿨

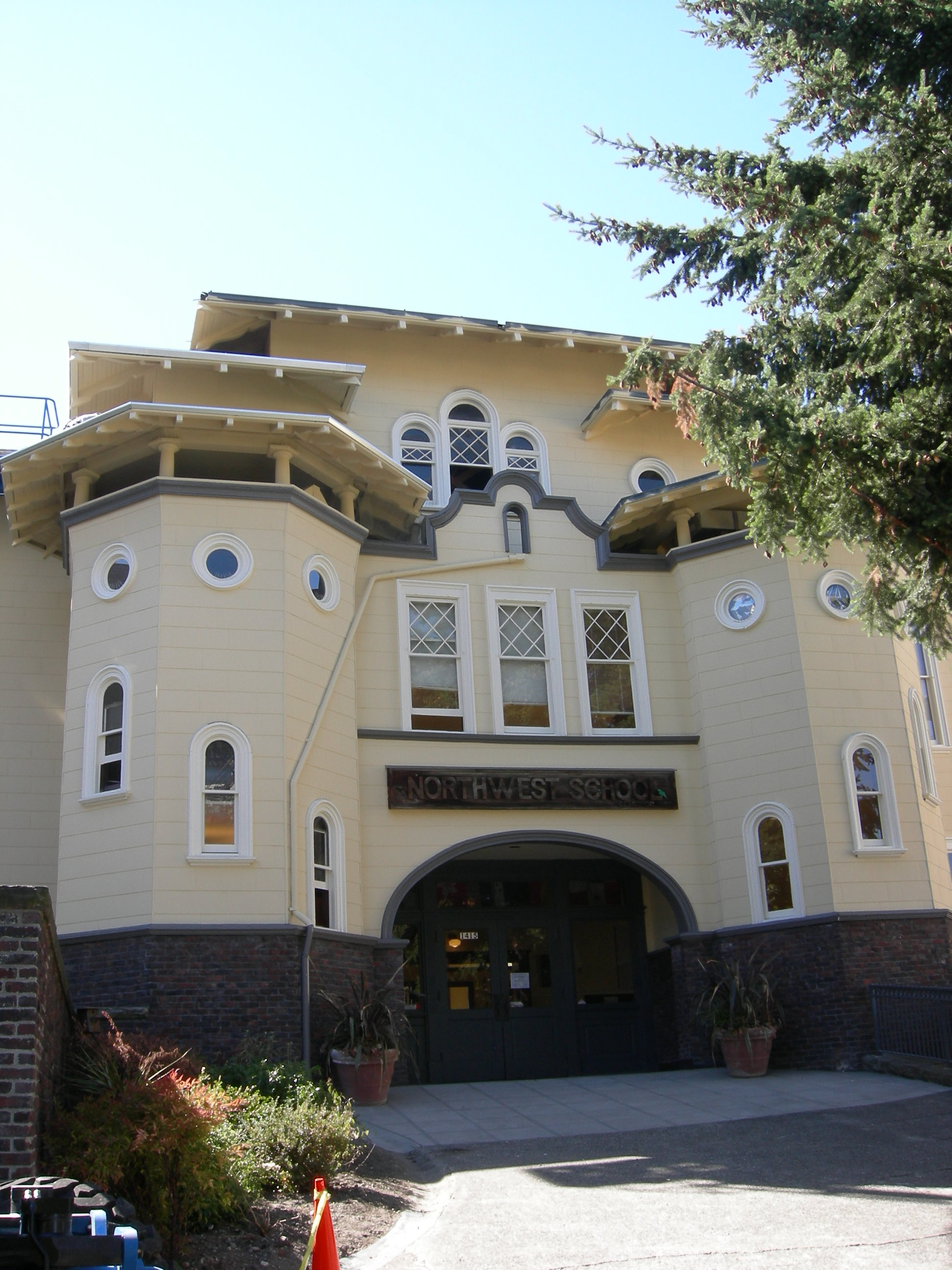

노스웨스트 스쿨(The Northwest School of the Arts, Humanities, and Environment)은 워싱턴주 시애틀의 First Hill 에 위치한 사립 중,고등학교이다. 1980년에 Summit School 건물에서 문을 열었다.

## 역사
노스웨스트 스쿨은 1983년 교사 사이의 의견차이로 인해 Seattle Academy of Arts and Sciences(SAAS)가 분리되어 나가면서 위기를 맞기도 하였다. 이때문에 현재까지도 스포츠와 행정업무에서 SAAS와의 라이벌관계가 유지되고 있다.
노스웨스트 스쿨은 엘렌 타우시크(Ellen Taussig), 폴 레이먼드(Paul Raymond), 마크 테리(Mark Terry)가 세웠다. 학교의 교장은 줄곧 그 중 한 명이었고, 1993부터는 Ellen Taussig가 교장직을 맡아왔다. 하지만 최근(2006년) Paul Raymond의 죽음으로 Ellen Taussig와 Mark Terry 만이 학교에서 가르치거나 행정직을 맡고 있다.
2006년 Summit School 빌딩에 새로 추가된 빌딩은 사진스튜디오, 도서관과 컴퓨터실로 쓰이고 있으며 큰 개축이 있었다.

## 교육
노스웨스트 스쿨의 학생은 약 460명이며 18%는 국제학생이다. 국제학생들을 위한 기숙사가 학교 건물 바로옆(서쪽으로 2블록)에 위치해있으다. 2008-2009년 학비는 $25,095 이고 기숙사비는 $11,680이다.
학교는 퀸트(quint)제 이고 9월에서 6월까지 한해는 5개의 퀸트로 나눠져있다. 한 퀸트는 보통 7주정도이다.
2006년에서 2008년까지 National Merit Program에서 학교는 6명의 Finalist와 28명의 Commended Scholars를 배출했다. 경쟁과 눈에 보이는 점수보다는 예술과 세계를 생각하는 학생들을 길러내는 데 중점을 두며 따라서 학생들의 등수를 매기지 않는다. 매 퀸트마다 학생을 평가하며 각 과목 선생님들은 그 퀸트동안에 학생을 관찰하고 자세히 평가한 후 성적을 주므로 매퀸트 학생들은 6~8장의 성적표를 받는다.
학교는 어디에도 없는 독톡한 교과과정을 가지고 있어서 특별히 AP과정이나 IB과정을 가지고 있지 않다. 학교가 Honors나 AP 수업이라고 명시하지는 않지만 학교의 대부분의 수업은 많은 공부량을 요구하고 의욕적인 학생들은 학교수업을 바탕으로 따로공부하여 종종 AP시험을 치기도 한다. 공식적으로는 두개의 AP 대비수업이있다: Calculus는 AP Calculus AB를, Advanced Calculus는 AP Calculus BC를 대비해준다.

### 인문학
한 반은 보통 12명에서 20명으로 이루어져있고. 주된 수업은 문학, 예술, 역사가 합쳐진 형태인 인문학이라는 독특한 과목으로 강의와 토론형식으로 진행된다. 9학년은 선사시대에서 1789년까지, 10학년은 1789년에서 1914년까지, 11학년은 1914에서 현재까지를 배우며 매학년 수십권의 책들을 포함한 많은 공부량을 요구한다. 2~3명의 학생이 담당 선생님과 시간을 맞춰 매주 한 시간씩 회의를 하며 이동안 그 주의 과제를 검토한다. 모든 고등학생(9학년~12학년)들은 4년 인문학과정을 필수로 들어야 한다.

### 과학
9학년은 물리학을 10학년은 생물학을 11학년은 화학을 들어야하며 12학년은 영장(primate) 생물학, 심화화학, 물리 중 하나를 골라 들을 수 있다.

### 수학
9학년 학생들은 주로 대수 1, 대수 2, 기하를 10학년 학생들은 기하, 기초미적분, 대수 2를, 11학년 학생들은 기초미적분, 미적분, 수치해석을, 12학년 학생들은 통계, 기초미적분, 미적분, 고급 미적분을 듣는다.

### 예술
매년 학생들은 하나 또는 두개의 예술과목을 듣으며 졸업을 위해 적어도 일년의 연극,음악,춤,시각예술(미술)수업을 들어야 한다. 예술과목들은 그분야의 전문가들에게 배운다. 학교에는 57개의 예술과목이 있다. 학교에는 공예반을 위한 도자기를 구울수 있는 화덕과 사진반을 위한 사진인화를 하는 인화소 등이 있고 이는 주변 대학의 시설과 비교된다.

### 외국어
중국어, 불어, 스페인어를 수준에 따라 듣는다. 외국학생들은 외국어 대신 ESL 프로그램에 개설된 문법수업을 듣는다.

### 졸업반 수업
졸업반 학생들은 인문학수업에서 한개의 심화 수업(심화작문, 철학, 또는 문학)과 한가지의 사회학 수업(법, 후식민지 탐구, 라틴아메리카 탐구, 또는 여성학)을 필수로 듣게 된다. 또 졸업을 위해 학생들은 두 개의 졸업반 프로젝트를 해야한다. 첫 두 달에는 정치적 캠패인을 자원하고 봉사활동을 병행해야하며 나머지 반년 동안은 특정한 주제에 대해서 논문을 제출해야한다. 동시에 시니어들은 2~3개의 다른 과목을 들으며 수학, 과학, 외국어, 그리고 최소 한 개의 예술과목까지 병행해야한다.

### 환경프로그램
학교는 환경보호에 큰 중점을 두며 이에 따라 학교는 거의 대부분의 일회용품을 썩는 것들로 대체하였다. 학생들은 매일 학교시설 유지를 위해 환경 프로그램에 참여해야한다. 일주일에 3번(월,수,금) 학교중 15분~20분간 학생들은 쉬는 시간을 활용하여 필수적으로 교내/외 청소를 한다. 졸업반 학생들의 지도를 따라 소그룹으로 나뉘며 교실, 학교 주변의 보다 나은 환경을 위하여 노력한다.

### 행사
마틴 루서 킹 목사의 날에는 학생들을 중심으로 마틴 루서 킹 주니어 목사가 인권, 평등성 등의 사회의 정의추구를 위해 싸워왔던 것을 축하한다. 그밖에 예술의 날, 과학의 날 등 학교 행사들이 연중 끊이지 않는다. 매주 목요일 9:40~ 10:40 전교생들과 교사들은 Commons 에 모여 조회하며 전교생이 보는 가운데서 학생들은 공지사항발표 및 특별 공연 등을 한다. 특별 공연은 주로 학생들 중심으로 구성되고 때에 따라서 종종 학교 밖 사람들이 초청되기도 한다.
학교는 공손함, 정중함과 상식적인 판단(Courtesy and Common Sense)를 기본으로한 행동을 학생들로부터 기대하며 이 범주를 벗어나는 규칙들은 대부분이 정부에서 요구하는 법적 규칙들이다.
노스웨스트에 입학을 위해서는 대부분의 다른 사립학교들과 마찬가지로 입학원서, 표준시험성적 등을 요구하며 다양한 방면으로 학생을 평가 후 입학시키고 있다. 학교는 외국인 학생들을 위해 ESL 9, ESL 10, ESL 11의 학년별 3단계 ESL 프로그램을 가지고 있고 졸업반 외국학생들의 작문 실력 향상을 위한 심화 작문 수업도 제공된다. 보통 외국인 학생들은 영어실력과 상관없이 1년의 ESL 프로그램은 거의 필수로 요구한다. 그후에 정규 프로그램을 듣기위해서는 높은 GPA와 시험점수(TOEFL 등)가 요구되며 이외에 International Director와의 상담과 학과목 선생님들의 동의가 필요하다.

## 운동
졸업을 위해서 학생들은 2년의 운동 크레딧을 필요로한다. 축구, 마라톤, 육상, 농구, 배구, 원반 경기(Ultimate Frisbee)가 있으며 9학년 학생들에게는 체육 과목이 따로 있다. 전교 학생들의 30% 이상이 운동 프로그램들에 참여하고 있으며 특히 원반경기는 학교가 자랑하는 종목이다.
이외의 종목들은 학교 체육 선생님을 통해 다른 학교 스포츠팀 또는 개인 스포츠 팀에서 할 수 있도록 도와주고 있다.

## 대학진학
졸업후 99%의 학생이 4년제 대학에 진학을 하며 종종 한해를 쉬는 학생들도 있다.

## 주요 졸업생
- Stone Gossard, musician, Pearl Jam[3]
- Jake Shears, musician, Scissor Sisters[4]